# 사랑을 합시다
《사랑을 합시다》(영어: Let's Make Love)는 1960년 개봉한 미국의 뮤지컬 코미디 영화로, 조지 큐커가 감독을 맡았다.

## 출연

### 주연
- 마릴린 먼로
- 이브 몽땅

### 조연
- 토니 랜들
- 윌프리드 하이드 화이트
- 데이빗 번스
- 조 베서

## 기타
- 의상: 도로시 지킨스